# Port Stephens Council
Port Stephens Council är en kommun i Australien. Den ligger i delstaten New South Wales, i den sydöstra delen av landet, omkring 140 kilometer nordost om delstatshuvudstaden Sydney. Antalet invånare var 69 556 vid folkräkningen 2016.
Följande samhällen finns i Port Stephens:
- Raymond Terrace
- Nelson Bay
- Medowie
- Corlette
- Anna Bay
- Karuah
- Mallabula
- Boat Harbour
- Nelsons Plains
- Brandy Hill
- Dunns Creek
- Berry Park
- Hinton
- Glenoak
- Bobs Farm